# وليام هنري هانت
وليام هنري هانت (بالإنجليزية: William Henry Hunt (judge))‏ (و. 1857 – 1949 م) هو محام، وقاض، وسياسي من الولايات المتحدة الأمريكية ولد في نيو أورلينز، لويزيانا.
وهو عضو في الحزب الجمهوري .